# Lacombe, Aude
Lacombe är en kommun i departementet Aude i regionen Occitanien  i södra Frankrike. Kommunen ligger  i kantonen Saissac som ligger i arrondissementet Carcassonne. År 2022 hade Lacombe 184 invånare.

## Befolkningsutveckling
Antalet invånare i kommunen Lacombe
Referens: INSEE